# Cruriopsis funebris
Cruriopsis funebris là một loài bướm đêm trong họ Noctuidae.